# Coniothyrium minitans
Coniothyrium minitans is een natuurlijk voorkomende bodemschimmel, die in de landbouw gebruikt wordt als biologisch fungicide. C. minitans behoort tot de klasse Coelomycetes in de onderverdeling Deuteromycotina (="Fungi Imperfecti"). C. minitans is een zeer selectieve schimmelparasiet, die de sclerotia parasiteert van de pathogene schimmels Sclerotinia sclerotiorum en Sclerotinia minor.
C. minitans wordt vooral gebruikt om landbouwgrond te ontsmetten vóór het zaaien of planten. Het wordt op de grond verspoten en dan in de bovenste bodemlaag ingewerkt. Het kan ook toegepast worden na het zaaien of planten van gewassen die aan Sclerotinia gevoelig zijn. Het wordt ook nog gebruikt om witloofwortels te beschermen na het rooien van de wortels.
C. minitans is niet toxisch voor mensen en de toepassing heeft geen nadelige gevolgen voor de gewassen of voor het milieu.
De Europese Commissie heeft C. minitans in 2003 opgenomen in de lijst van toegelaten gewasbeschermingsmiddelen. Het mag gebruikt worden in de biologische landbouw. Het wordt verkocht in het product "Contans WG" van Prophyta Biologischer
Pflanzenschutz GmbH uit Duitsland (WG=waterdispergeerbaar granulaat).